# .416 Remington Magnum
.416 Remington Magnum набоєм в пляшкоподібній гільзі з пояском  .416 калібру (10,57 мм). Набій призначався для полювання на небезпечну дичину і представлено публіці в 1989 році. В набої використано гільзу схожого набою 8mm Remington Magnum. Коли набій з'явився в 1988 році, автор Френк Ч. Бернс заявив, що набій .416 Remington Magnum назвав його "найвидатнішим заводським набоєм, який біло представлено за останні десятиліття".
Набій розробляли в якості дешевшої альтернативи набою .416 Rigby, а подальшому для його заміни. Хоча сьогодні набій .416 Remington Magnum є одним з найпопулярніших набоїв калібру .416, набій .416 Remington не зміг замінити набій .416 Rigby, як очікувалось. Скоріше, це викликало цікавість до набоїв .416 калібру (10,57 мм), що призвело до відродження набою .416 Rigby та появи інших набоїв .416 калібру, таких як набої .416 Weatherby Magnum та .416 Ruger.
Набій .416 Remington Magum є одним з найпопулярніших мисливських набоїв для полювання на небезпечну дичину в Африці. Крім того його все частіше використовують для полювання в Північній Америці, зокрема на Алясці, для полювання на великих ведмедів та для захисту від них.

## Історія
Після здобуття колишніми європейськими колоніями в Африці незалежності, сафарі на континенті почало повільно скорочуватися через неправильне управління ресурсами та політичні фактори.  Це призвело до втрати зацікавленості в великокаліберній зброї та набоях для полювання на небезпечних африканських тварин. Проте до 1980-х років африканські країни, усвідомили потенційні переваги мисливства, почали освоювати території для полювання та сафарі. Тому зі збільшенням кількості мисливців почала зростати потреба в зброї для полювання на дичину.
Спочатку набій .416 Rigby був одним з самим відомих набоїв для магазинних гвинтівок середнього калібру під час розквіту мисливства в Африці. Сьогодні, споряджений бездимним порохом, набій .416 Rigby вважають великокаліберним набоєм. Набій Rigby був великим, об'ємним набоєм в порівнянні з більшістю набоїв магазинних гвинтівок того часу, де використовували в якості метального заряду використовували кордит і які мали середній тиск. Гвинтівки під цей набій потребували не лише довших затворів, але й збільшеного дзеркала затвора, що збільшувало вартість зброї. Такі набої як .416 Rigby, які вважалися набоями початкового рівня в країнах де використовували набої 40 калібру (10 мм), витіснили набої .458 Winchester Magnum та .375 H&H Magnum, для яких були потрібні гвинтівки з менш вартісними затворами. А оскільки виник дефіцит цих набоїв, професійні мисливці, наприклад Селбі, перестали використовувати гвинтівки під набій .416 Rigby.
Відродження зацікавленості до сафарі в Північній Америці на початку 1980-х , створило ринок спеціалізованих африканських набоїв. Африканські країни ввели закон про мінімальний калібр, який з 1950-х років визначав мінімальний калібр для полювання на небезпечну дичину. Мінімальним набоєм, який дозволено для полювання на небезпечну дичину зазначено набої .375 H&H Magnum або 40 калібру (10 мм), проте в деяких країнах в якості винятку дозволено набій 9.3 x 62 Mauser.
Компанія Ремінгтон, усвідомлюючи можливість, розробила другий комерційно успішний набій для полювання на небезпечну дичину – першим набоєм став .458 Winchester Magnum. Поява набою .416 Remington Magnum призвело до відновлення зацікавленості в набої .416 калібру (10.57 мм). Це призвело до відновлення набою .416 Rigby коли компанія Ругер випустила гвинтівку Ruger Model 77 RSM під цей набій, в той час як компанія Hornady почала виробництво боєприпасів .416 Rigby. Після цього компанія Weatherby, після компанії Ремінгтон, випустила набій .416 Weatherby Magnum, який було створено на базі набою .378 Weatherby Magnum.
Конструкція набою .416 Remington Magnum походить від кустарних набоїв, таких як .416 Hoffman 1970-х та .416 Barnes Supreme 1950-х. Джордж Л Гоффман з Sonora Texas вирішив використовувати калібр ,416 дюйм (10,6 мм) в звичайному затворі гвинтівки створений шляхом розширення дульця гільзи набою .375 H&H Magnum до калібру ,416 дюйм (10,6 мм). Новий набій під назвою .416 Hoffman було представлено наприкінці 1970-х. Набій .416 Hoffman загалом використовували у нестандартних гвинтівках. Побачивши новий ринок компанія Remington розробила набій .416 Remington Magnum для конкурування з набоями .458 Winchester Magnum, .375 H&H Magnum та .416 Rigby. Набій від Ремінгтон дуже схожий набій .416 Hoffman. Новий набій, на відміну від набою Rigby, можна було просто використовувати у вже існуючих гвинтівках, таких як Remington Model 700, Winchester Model 70 та у будь-яких гвинтівках де використовують набої магнум з пояском створені на базі набою .375 H&H Magnum. Це дозволило уникнути необхідності в дорогому новому затворі або зміні конструкції вже існуючих моделей гвинтівок, що збільшило б вартість зброї.
Набій .416 Remington, як і набій .416 Hoffman, створено на базі гільзи набою .375 H&H Magnum. Набій .416 Remington Magnum було створено на базі доволі нового набою 8 мм Remington Magnum шляхом розширення дульця гільзи для кріплення кулі калібру ,416 дюйм (10,6 мм). В свою чергу набій 8 мм Remington Magnum було створено на базі набою .375 H&H Magnum який було покращено шляхом розширення гільзи розривом, зменшення конусності та збільшення об'єму гільзи, а потім зменшення дульця для встановлення кулі калібру ,323 дюйм (8,2 мм). В результаті набій .416 Remington Magnum за продуктивністю був схожий на набої .416 Rigby та .416 Hoffman і міг розігнати кулю вагою 26 грамів до швидкості 730 м/с.

## Конструкція та специфікація
При розробці набою .416 Remington Magnum компанія Remington мала на меті імітувати продуктивність набою .416 Rigby шляхом використання меншої гільзи набою .375 H&H Magnum. Щоб досягти такого рівня продуктивності, менша гільза повинна витримувати набагато більший тиск ніж набій Rigby. Проте, отриманий об'єм гільзи дозволив Remington легко досягти очікуваного рівня продуктивності, не досягаючи межі максимального тиску.
Компанія Remington обрала набій 8 мм Remington Magnum для розробки нового набою. В набої 8 мм Remington Magnum використано покращену та зміцнену гільзу, у порівнянні з набоєм .375 H&H Magnum, яка мала більший об'єм. До того ж робочий тиск за SAAMI в гільзі набою 8 мм Remington Magnum становив 65 000 psi (4 500 бар) що є дещо більшим за тиск в гільзі набою .375 H&H Magnum. В решті набій .416 Remington Magnum було створено шляхом обтискання дульця гільзи набою 8 мм Remington Magnum без інших змін в гільзі. Розміри нижче шейки дульця гільзи набоїв 8 мм Remington Magnum та .416 Remington Magnum ідентичні.

Зображення набою S.A.A.M.I. .416 Remington Magnum: Всі параметри в дюймах [міліметрах].
В Північній Америці S.A.A.M.I. стандартизувало набій .416 Remington Magnum в травні 1989 року. SAAMI рекомендувало використовувати стволи з 6 канавками з шириною кожної в ,128 дюйм (3,3 мм), а крок закручування нарізів один оберт на 14 дюйм (360 мм). Рекомендований діаметр ствола ,408 дюйм (10,4 мм), а діаметр по канавкам ,416 дюйм (10,6 мм). Об'єм гільзи становить 6,95 см3. Максимальний тиск за SAAMI становить 65 000 psi (4 500 бар) або 54,000 C.U.P.
C.I.P. також стандартизували набій .416 Remington Magnum. Особливих відмінностей між стандартами C.I.P. та S.A.A.M.I. немає, єдине в чому можуть полягати відмінності це соті долі міліметрів при конвертуванні з дюймів в міліметри. Проте, за CIP тиск складає 4 300 бар (62 000 psi). Тиск в C.U.P. такий самий, що і в S.A.A.M.I. - 54,000 C.U.P.

## Продуктивність
Набій .416 Remington Magnum було розроблено щоб імітувати характеристики набою .416 Rigby і, за всіма доказами, він відповідає цим показникам. При заряджанні в межах специфікації тиску від SAAMI та CIP, набій може легко перевищити ці показники на 30 м/с. Якщо дотримуватися визначених показників тиску, набій Rigby практично не має переваг у продуктивності над набоєм .416 Remington Magnum. Фактично, щоб досягти максимального тиску набою .416 Remington, який визначено CIP в 4 300 бар (62 000 psi), набій .416 Rigby треба зарядити для отримання тиску в 3 600 бар (52 000 psi), що перевищує максимальний тиск на 350 бар (5 100 psi). Заводський заряд пороху, для обох цих набоїв, розганяє кулю вагою 26 г до швидкості 730 м/с, а от кустарний заряд може розігнати таку саму кулю до швидкості 760 м/с.
Коли компанія Ругер випустила свій набій калібру .416 (10,36 мм), вони вкоротили набій, але зробили його товщим в середині, ніж .416 Remington Magnum який було створено на базі гільзи їхнього набою .375 Ruger шляхом розширення дульця до ,416 дюйм (10,6 мм). Набій розробили компанії Ruger та Hornady, де Ругер розробили гвинтівки, а Ґорнаді - заряди. У порівнянні з набоєм .416 Ruger, гільза набою Remington мала більший об'єм та вищий рекомендований S.A.A.M.I. тиск. А це давало кращу продуктивність набою Remington у порівнянні з набоєм Ruger. Заряди Ґорнаді .416 Ruger підходили для обох набоїв Rigby та Remington .416. Досягти максимального тиску стало можливим завдяки використанню спеціальної суміші порохів, яка не була доступна широкому загалу. Ті хто кустарно споряджав набої мали деякі складнощі в досягненні продуктивності на рівні заводських зарядів, при цьому не перевищуючи максимального середнього тиску набою. За даними Ґорнаді швидкість кулі вагою 26 г становила 700 м/с для набою .416 Ruger, 730 м/с для набою Rigby, 750 м/с для набою .416 Remington Magnum та 820 м/с для набою .416 Weatherby.
З іншого боку .416 Weatherby Magnum мав кращу продуктивність за набої Remington, Rigby або Ruger. Заводський заряд пороху розганяв кулю вагою 26 г до швидкості 820 м/с. В набої .416 Weatherby Magnum використано гільзу з дещо більшим об'ємом ніж набої Rigby, а тому за C.I.P. він має вищий тиск ніж набій .416 Remington Magnum. Набій .416 Dakota має модифіковану гільзу Rigby, а тому може досягти швидкості в 790 м/с гільзу кращою якості ніж в набої Rigby.
Дулова енергія заводського заряду становить 5 115 фут⋅фунтс (6 935 Дж). Це перевищує енергію більшості заводських зарядів .458 Winchester Magnum які розганяють кулю вагою 32 г до швидкості 620 м/с. Багато досвідчених африканських мисливців вважають, що набій .416 Remington є більш гнучким в порівнянні з набоєм .458 Winchester Magnum.
| Набій                                                                                               | Критерії     | Дулова швидкість           | 50-ярдів (46 м)            | 100-ярдів (91 м)           | 150-ярдів (140 м)          | 200-ярдів (180 м)          | 250-ярдів (230 м)          | 300-ярдів (270 м)          |
| .458 Winchester Magnum Hornady 500 гранів (32 г) DGS 85833[7]                                       | Швидкість    | 2 140 фут/с (650 м/с)      | 2 007 фут/с (612 м/с)      | 1 879 фут/с (573 м/с)      | 1 757 фут/с (536 м/с)      | 1 641 фут/с (500 м/с)      | 1 531 фут/с (467 м/с)      | 1 429 фут/с (436 м/с)      |
| .458 Winchester Magnum Hornady 500 гранів (32 г) DGS 85833[7]                                       | Енергія      | 5 084 фут⋅фунтс (6 893 Дж) | 4 472 фут⋅фунтс (6 063 Дж) | 3 921 фут⋅фунтс (5 316 Дж) | 3 428 фут⋅фунтс (4 648 Дж) | 2 990 фут⋅фунтс (4 050 Дж) | 2 603 фут⋅фунтс (3 529 Дж) | 2 267 фут⋅фунтс (3 074 Дж) |
| .458 Winchester Magnum Hornady 500 гранів (32 г) DGS 85833[7]                                       | Падіння кулі | −1,5 дюйм (−3,8 см)        | 0,3 дюйм (0,76 см)         | 0 дюйм (0 см)              | −2,8 дюйм (−7,1 см)        | -8.4 in (21.33 cm)         | −17,3 дюйм (−44 см)        | −29,8 дюйм (−76 см)        |
| .375 H&H Magnum Hornady 300 гранів (19 г) DGS 8509[8]                                               | Швидкість    | 2 670 фут/с (810 м/с)      | 2 508 фут/с (764 м/с)      | 2 353 фут/с (717 м/с)      | 2 204 фут/с (672 м/с)      | 2 059 фут/с (628 м/с)      | 1 920 фут/с (590 м/с)      | 1 787 фут/с (545 м/с)      |
| .375 H&H Magnum Hornady 300 гранів (19 г) DGS 8509[8]                                               | Енергія      | 4 749 фут⋅фунтс (6 439 Дж) | 4 191 фут⋅фунтс (5 682 Дж) | 3 688 фут⋅фунтс (5 000 Дж) | 3 234 фут⋅фунтс (4 385 Дж) | 2 823 фут⋅фунтс (3 827 Дж) | 2 455 фут⋅фунтс (3 329 Дж) | 2 127 фут⋅фунтс (2 884 Дж) |
| .375 H&H Magnum Hornady 300 гранів (19 г) DGS 8509[8]                                               | Падіння кулі | −1,5 дюйм (−3,8 см)        | −0,1 дюйм (−0,25 см)       | 0 дюйм (0 см)              | −1,5 дюйм (−3,8 см)        | -4.8 in (12.19 cm)         | −10,2 дюйм (−26 см)        | −17,9 дюйм (−45 см)        |
| .416 Remington Magnum Hornady 400 гранів (26 г) DGS 82674[9]                                        | Швидкість    | 2 400 фут/с (730 м/с)      | 2 269 фут/с (692 м/с)      | 2 143 фут/с (653 м/с)      | 2 019 фут/с (615 м/с)      | 1 901 фут/с (579 м/с)      | 1 787 фут/с (545 м/с)      | 1 678 фут/с (511 м/с)      |
| .416 Remington Magnum Hornady 400 гранів (26 г) DGS 82674[9]                                        | Енергія      | 5 116 фут⋅фунтс (6 936 Дж) | 4 574 фут⋅фунтс (6 202 Дж) | 4 077 фут⋅фунтс (5 528 Дж) | 3 622 фут⋅фунтс (4 911 Дж) | 3 208 фут⋅фунтс (4 349 Дж) | 2 835 фут⋅фунтс (3 844 Дж) | 2 500 фут⋅фунтс (3 400 Дж) |
| .416 Remington Magnum Hornady 400 гранів (26 г) DGS 82674[9]                                        | Падіння кулі | −1,5 дюйм (−3,8 см)        | 0,1 дюйм (0,25 см)         | 0 дюйм (0 см)              | -2.0 in (5.08 cm)          | −6,1 дюйм (−15 см)         | −12,7 дюйм (−32 см)        | −21,9 дюйм (−56 см)        |
| Значення надані Hornady Ballistic Calculator[10] Висота: 500 фут (150 м) Температура: 90 °F (32 °C) |              |                            |                            |                            |                            |                            |                            |                            |
Є очевидним, що набій .416 Remington Magnum за балістикою перевищує набій .458 Winchester Magnum та має траєкторію, яка наближається до траєкторії набою .375 H&H Magnum. В той час як енергія в 4 000 фут⋅фунтс (5 400 Дж) набою .458 Winchester Magnum зберігається приблизно на відстані в 59 м, у набою .416 Remington Magnum така сама енергія зберігається на відстані в 91 м. The cartridge is flatter shooting than the .458 Winchester Magnum. При пристрілці на 91 м падіння набою .416 Remington Magnum становить приблизно 13 см на 180 м та приблизно 56 см на 270 м. У .458 Winchester Magnum на 180 м падіння становить 15 см і 76 см на 270 м. Ця здатність зберігати корисний рівень енергії більш дальніх відстанях робить набій .416 більш гнучким і корисним у порівнянні з набоєм .458 Winchester Magnum.
Як і з будь-яким великокаліберним гвинтівковим набоєм треба враховувати значний відбій. При вазі зброї в 4,5 кг набій .416 Remington Magnum створить енергію відкоту в 73 Дж зі швидкості в 5,7 м/с. Для порівняння, куля набою .458 Winchester Magnum вагою 32 г з швидкістю в 660 м/с створить приблизно 83 Дж енергії відкоту зі швидкістю 6,0 м/с при такій самій вазі зброї.

## Використання в спорті
Набій .416 Remington Magnum призначався для мисливських гвинтівок на велику дичину та імітував продуктивність набою .416 Rigby. В той час як набій .375 H&H Magnum вважали мінімально допустимим набоєм для полювання на важку, велику дичину, набій .416 Rigby визнали великокаліберним набоєм здатним зупинити слона, африканського буйвола та носорога. Набій успішно використовували проти цієї дичини в Африці та є популярним серед професійних мисливців і поступово витісняє набій .458 Winchester Magnum.
Хоча полювання на небезпечну дичину, зазвичай, ведеться на коротких відстанях, які рідко перевищують 55 м, набій .416 Remington Magnum має достатньо енергіє і пробивної сили, щоб вбивати важку небезпечну дичину на відстанях понад 91 м. Набій ефективно вбиває левів та леопардів на відстані понад 230 м. Однак через рельєф місцевості та середовище проживання такі випадки стрільби трапляються рідко.
На відміну від більшості набоїв .458 калібру (11.43 мм), набій .416 Remington є більш гнучким, багатоцільовим набоєм. Оскільки набій має майже таку пласку траєкторію, що й .375 H&H Magnum, його можна ефективно використовувати для полювання на важку рівнинну дичину з легшими кулями. Кулі вагою 19-23 г схожі на кулі Swift A-Frame або Barnes TSX bullets підходять для полювання на важку безпечну дичину. На легку небезпечну дичину, таку як леопард та лев найкраще використовувати легші кулі які швидко розширюються або кулі розколюються при влучанні, наприклад, куля A-Square вагою 26 г Lion Load. Африканські країни вимагають, щоб для полювання на небезпечну дичину мінімальний калібр становив ,375 дюйм (9,5 мм) або ,400 дюйм (10,2 мм). Тому першим прийнятним поширеним калібром для полювання на небезпечну дичину, таку як африканська п'ятірка, є 41 калібр (10,36 мм).
Набій став поширеним серед гідів Північної Америки на Алясці, як страховка від великих бурих ведмедів. У Північній Америці такий потужний набій, як .416 Remington Magnum потрібен лише для полювання на бурих ведмедів Аляски, білих ведмедів та, можливо, великих степових та лісових бізонів. Хоча набій можна використовувати проти вапіті або лосів, існують набої які краще підходять для полювання на цих тварин.
За межами спортивного полювання, набій .416 Remington Magnum є мало поширеним. Хоча для набою доступні кулі з великою щільність перерізу, жодна з них немає високих балістичних коефіцієнтів при цільовій стрільбі. Винятком є змагання Big Bore shoots за підтримки Асоціації Big Bore Shooting та її філій.

## Гвинтівки
Після появи в 1989 році набою .416 Remington Magnum, його використали в трьох моделях гвинтівки Remington Model 700 Safari, в тому числі в новій, на той час, гвинтівці Model 700 Safari KS. Зараз набій .416 Remington можна замовити лише через Remington Custom Shop. Коли гвинтівку  Model 700 Safari KS почали продавати через Remington Custom Shop, компанія Remington продовжила продаж гвинтівки під набій .416 Remington Magnum, але зняла з виробництва дві гвинтівки з ложем з горіху цього калібру. З того часу компанія припинила випуск моделі Safari KS під набій .416 Remington Magnum переключивши свою увагу на гвинтівку Hunter Series Model 700 ABG (African Big Game) Rifle яка має спортивне ложе з ламінованого дерева. Це єдина гвинтівка від Remington під цей набій яку можна придбати в спеціалізованому магазині.
В 1994 році представили оновлену версію Winchester Модель 70 з затвором типу Pre-'64 з контрольованою подачею набою, зубом екстрактору на повну довжину, викид гільзи фіксованого типу та версію Super Express (в 1990 році представлено з Post-'64 затвором штовхальної дії під набої 375 H&H Magnum та .458 Winchester Magnum) під набій .416 Remington Magnum. В 2010 році Winchester представили гвинтівку Модель 70 Safari Express, яку для Winchester виготовляла (починаючи з 2008 року) Fabrique Nationale в Колумбії, Південній Кароліні, яка також отримала затвор типу Pre-'64 та спусковий гачок MOA Trigger й заряджалася набоями .375 H&H Magnum, .458 Winchester Magnum та the .416 Remington Magnum. Компанія Маузер пропонувала свою гвинтівку M03 Magnum під цей набій. Для тих хто бажав мати автентичний затвор Mauser 98, компанія Dumoulin Herstal використовувала набій в своїй гвинтівці Herstal Safari. Компанія A-Square пропонувала гвинтівки Ганнібал (для правши) та Цезар (для шульги) під набій .416 Remington. Гвинтівки A-Square створено на базі гвинтівки P-14 Enfield. Крім цих виробників деякі кустарні зброярі також пропонують гвинтівки під цей набій. Також Blaser R8 створено під набій .416 Remington.
Створення власних гвинтівок або переробка гвинтівки під набій .416 Remington Magnum – це досить простий і легкий варіант. Будь-який гвинтівковий затвор який може працювати з набоєм магнум повної довжини, наприклад, .375 H&H Magnum потребує лише зміни в стволі та можливо деякі доробки в магазинній системі живлення. З іншого боку, великі набої Rigby та Weatherby з початку потребують дуже великих затворів.

## Боєприпаси
Виробничим стандартом набою .416 Remington Magnum є куля вагою 26 г, яка рухається зі швидкістю 730 м/с. Лише кілька виробників пропонують кулі, які за вагою відрізняються від стандартної кулі вагою 26 г. Зараз випуском цих набої займаються компанії Currently Conley Precision, Double Tap, Federal, Hornady, Norma, Remington та Winchester. Лише компанії Conley Precision, Double Tap та Norma випускають набої з куля іншої ваги ніж 26 г.. Проте такі боєприпаси можна лише замовити по пошті (Conley Precision) або з рідка зустріти в продажу в Північній Америці (Norma and Double Tap).
Компанія Federal пропонує п'ять видів набоїв в лінійці Federal Premium з кулями Barnes, Swift та Trophy Bonded. Компанія Hornady для набою .416 Remington Magnum пропонує суцільні (DGS) та контрольовані експансивні кулі (DGX). Компанія Norma пропонує суцільні та м'які кулі Woodleigh вагою 29 г зі швидкістю 660 м/с в своїй лінійці PH. Компанія Remington пропонує набій лише з одним зарядом з кулею Swift A-Frame, а компанія Winchester пропонує набої з двома зарядами у своїй лінійці Сафарі з кулями Nosler Solid та Partition. Компанія Double Tap пропонує чотири зарядки, з кулями вагою 19 г та 23 г  Banes TSX зі швидкістю 890 м/с та 831 м/с відповідно, 26 г Nosler Partition зі швидкістю 750 м/с та 29 г Woodleigh Weldcore зі швидкістю 709 м/с.

## Критика
Набій .416 Remington Magnum завжди критикували через високий робочий тиск ніж у набою .416 Rigby, тому що високий тиск може викликати складності в екстракції стріляних гільз у гарячому тропічному середовищі. Однак такі заяви видаються спекулятивними і значною мірою залишаються безпідставними. Заряд набою від Remington розраховано на нижчий за максимально встановлений рівень тиску для набою. Хоча гільза .416 Remington відома своєю міцністю, гільза набою Rigby у різних виробників відрізняється і розроблена на середній робочий тиск набою Rigby визначений правилами CIP та SAAMI. Крім того, сучасні бездимні порохи не чутливі до навколишньої температури і є стабільними не залежно від діапазону робочих температур. Набій Rigby розробили для спорядження кордитом, а тому об'єм гільзи більший і розрахований на нижчий робочий тиск. До того ж кордит дуже чутливий до температур, через що тиск зростає при високих температурах навколишнього середовища Африки та Індії. Набій Remington завжди споряджався сучасними бездимними порохами, проте, це не стосується набою .416 Rigby, який спочатку споряджався кордитоме. Оскільки кордит є чутливим до температури, набій Rigby споряджався для роботи з низьким тиском.

## Варіанти
Набій .416 Hoffman має покращену гільзу .375 H&H з розширеним дульцем до калібру .416 дюйми. Набій Hoffman дещо більший за набій .416 Remington Magnum в області дульця та плеч, а також має меншу конусність. Набій Hoffman має об'єм гільзу 7,11 см3, що приблизно на 2% більше ніж у набою .416 Remington Magnum. Тому гвинтівка під набій .416 Hoffman може стріляти набоями .416 Remington Magnum, але навпаки не можна. Набій .416 Hoffman використовувала A-Square, але пізніше виробництво було припинено. Набій можна було б вважати покращеним набоєм .416 Remington Magnum, якби він не з'явився на кілька десятиліть раніше.